# Mario Carli

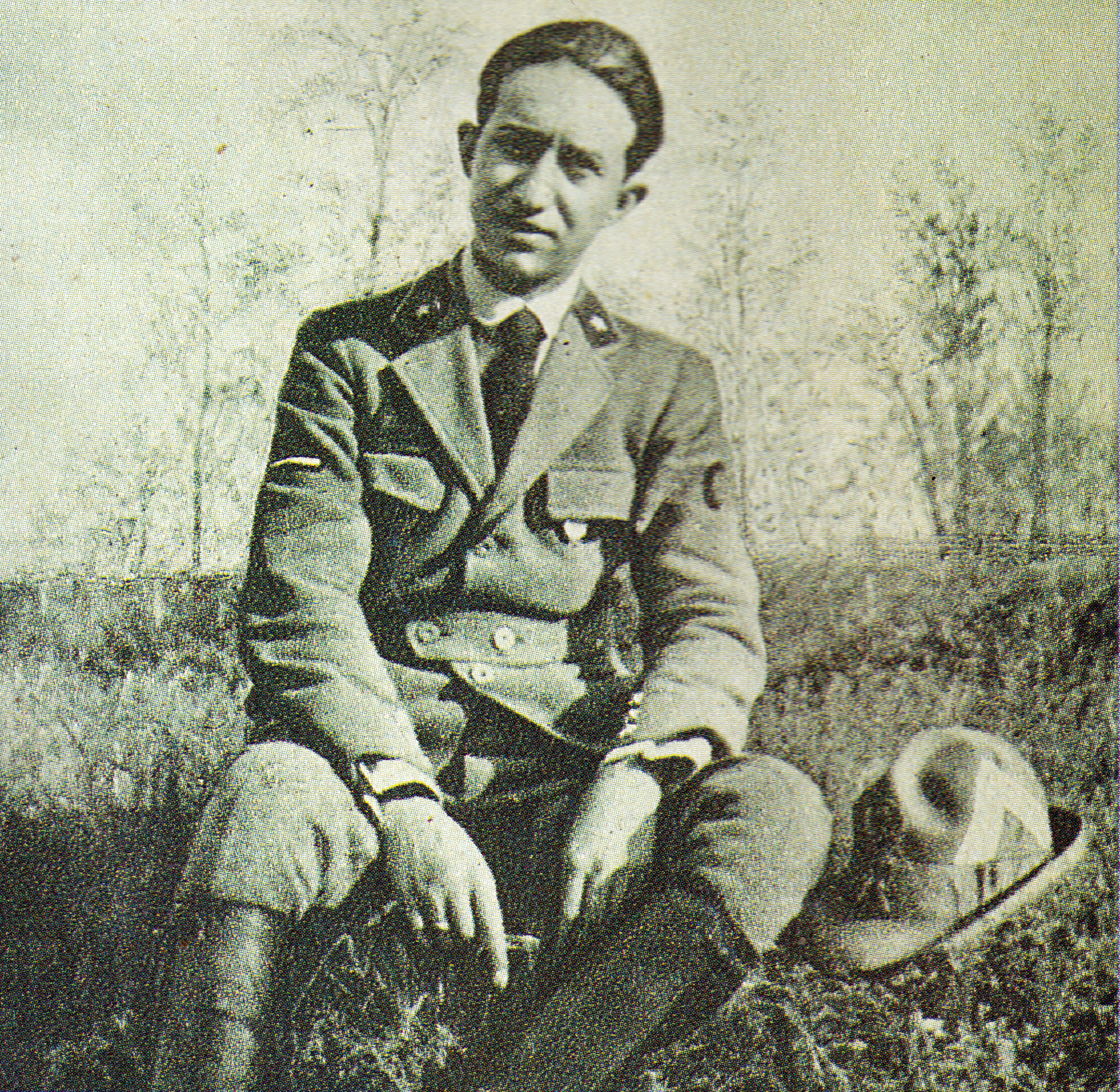
Mario Carli

Mario Carli (* 30. Dezember 1888 in San Severo; † 9. September 1935 in Rom) war ein italienischer Schriftsteller des Futurismus.

## Leben
Carli tritt erstmals 1907 mit Erzählungen und dann 1909 mit einer Novellensammlung an die Öffentlichkeit. Zu dieser Zeit schließt er sich auch einer jungen Autorengruppe an, zu der Emilio Settimelli, Mario Chiti und die Brüder Ginanni-Corradini angehören. Für deren Zeitschriften La Difesa dell'Arte, Il Centauround La Rivista schreibt Carli viele Artikel mit Anklängen zum Symbolismus. Durch Settimelli und Ginna findet Carli 1913 Anschluss zu den Futuristen. 1915 bringt er seinen Roman Retroscena heraus, in dem er mit den herkömmlichen Erzählformen radikal bricht. Ab 1916 arbeitet er bei der Zeitschrift L'Italia futurista mit. In den Kriegsjahren ist er auch journalistisch und politisch tätig und engagiert sich bei den Arditi (Sturmtruppen), meldet sich 1917 freiwillig zum Kriegsdienst, obwohl er wegen Kurzsichtigkeit an sich untauglich ist. Nach dem Krieg ist er an der Besetzung von Fiume durch Gabriele D’Annunzio beteiligt. Anschließend gründet er gemeinsam mit Marinetti das Blatt „Roma Futurista“, das zum politischen Sprachrohr des Futurismus wird. Nach der Machtergreifung durch Mussolini wird er Generalkonsul in Brasilien mit Amtssitz in Porto Alegre, später Generalkonsul in Saloniki (Griechenland). In seinen Werken vertritt er die Überzeugung, dass das Leben dazu sei, die verliehene Energie voll auszuschöpfen und dabei Opfer und Gefahren nicht zu scheuen.

## Werke (Auswahl)

Buchtitel (1918)

- Retroscena (Ein experimenteller Roman) (1915)
- Con d’Annunzio a Fiume (Erzählung) (1920)
- La mia divinità (Gedichtband)
- Notti filtrate / 10 liriche di Mario Carli ; 10 disegni di Rosa Rosà. - Firenze : Edizioni de l'Italia futurista, 1918. (Ein vorsurrealistischer Text)
- Der Faschist. Ein Roman der neuen Aera. (L' Italiano di Mussolini) Berlin, Schlieffen - Verlag, 1931.